# Hymenophyllum breve
Hymenophyllum breve är en hinnbräkenväxtart som beskrevs av Eduard Rosenstock. Hymenophyllum breve ingår i släktet Hymenophyllum och familjen Hymenophyllaceae. Inga underarter finns listade.